# Amt Carthaus
Das Amt Carthaus war ein preußisches Amt in Westpreußen mit Sitz in Carthaus.

## Geschichte
Mit der Ersten Polnischen Teilung 1772 war Pommerellen zu Preußen gekommen. Für die Verwaltung wurde das Domänenamt Carthaus im Kreis Dirschau gebildet, für die Rechtsprechung das Justizamt Carthaus im Sprengel der Westpreußischen Regierung.
1802 ging die Rechtsprechung auf das neu gebildete Land- und Stadtgericht Mirchau über.

## Umfang
Das Amt Carthaus bestand aus vier verpachteten Vorwerken, 24 verpachteten Orten und 74 Orten mit 721 Feuerstellen. Größere Orte waren neben Carthaus mit der Kartause Karthaus noch das Kloster Zuckau, Meisterwalde, Chmellen, Gorrenczyn und Alt Grabau.